# 室蘭郵便局
室蘭郵便局（むろらんゆうびんきょく）は北海道室蘭市にある郵便局。民営化前の分類では集配普通郵便局であった。

## 概要
住所：〒051-8799 北海道室蘭市中央町1-1-10

## 沿革
- 1874年（明治7年） - 新室蘭港（しんむろらんこう）郵便取扱所として開設[1]。
- 1875年（明治8年）1月1日 - 新室蘭港郵便局（五等）となる。
- 1881年（明治14年） - 室蘭港郵便局に改称。
- 1885年（明治18年） - 為替・貯金取扱を開始。
- 1896年（明治29年）7月1日 - 室蘭港郵便電信局となる。
- 1903年（明治36年）4月1日 - 通信官署官制の施行に伴い室蘭港郵便局となる。
- 19xx年 - 室蘭郵便局に改称。
- 1959年（昭和34年）5月1日 - 電話通話および和文電報受付事務の取扱を開始[2]。
- 1998年（平成10年）9月1日 - 外国通貨の両替および旅行小切手の売買に関する業務取扱を開始。
- 2007年（平成19年）10月1日 - 民営化に伴い、併設された郵便事業室蘭支店に一部業務を移管。
- 2012年（平成24年）10月1日 - 日本郵便株式会社の発足に伴い、郵便事業室蘭支店を室蘭郵便局に統合。

## 取扱内容
- 郵便、印紙、ゆうパック、内容証明
- 貯金、為替、振替、振込、国際送金、外貨両替・トラベラーズチェック、国債、投資信託
- 生命保険、バイク自賠責保険、自動車保険、がん保険、引受条件緩和型医療保険
- ゆうちょ銀行ATM
- 室蘭市内（〒051-xxxx地域）の集配業務
- ゆうゆう窓口

## 周辺
- 室蘭市役所
- 胆振総合振興局
- 市立室蘭総合病院
- 室蘭市文化センター
- 入江運動公園

## アクセス
- JR室蘭本線 室蘭駅から徒歩すぐ
- 道南バス 室蘭駅前停留所下車
- 道央自動車道 室蘭ICから南へ約8.5km
- 駐車場あり：3台